# Penmaenmawr
Penmaenmawr es una localidad situada en el condado de Conwy, en Gales (Reino Unido), con una población estimada a mediados de 2016 de 2476 habitantes.
Se encuentra ubicada al norte de Gales, junto al parque nacional de Snowdonia y a la costa de la mar de Irlanda.